# San Miguel Corporation
San Miguel Corporation (abreviado como SMC) é um conglomerado multinacional filipino com sede em Mandaluyong. A empresa foi iniciada como uma cervejaria em 29 de setembro de 1890.
A SMC se aventurou além de seu negócio principal, com investimentos em vários setores, como alimentos e bebidas, finanças, infraestrutura, petróleo e energia, transporte e imóveis.

## História
A cervejaria San Miguel Brewery foi fundada em 1890 pelo espanhol Enrique María Barretto de Ycaza. A primeira fábrica estava localizada no que era então conhecido como bairro de San Miguel, em Manila. Mais tarde, tornou-se a multinacional San Miguel Corporation, uma distribuidora de cerveja por toda a Ásia.

## Marcas
- Ginebra San Miguel
- Magnolia[3]
- Monterey
- Petron
- Purefoods
- Red Horse Beer[4]
- San Miguel Pale Pilsen (também conhecida como San Miguel Beer)[5]

## Subsidiárias
- Petron Corporation[6]
  - Petron Malaysia
- San Miguel Food and Beverage, Inc. (San Miguel Foods)[7][8]
  - The Purefoods-Hormel Company, Inc. (joint venture com Hormel Foods Corporation)
  - Monterey Meatshop
  - Magnolia, Inc.
    - Sugarland Corporation
    - Golden Food and Dairy Creamery Corporation

  - Realsnacks Manufacturing Corporation
  - San Miguel Foods, Inc.
  - San Miguel Mills, Inc.
    - Golden Bay Grain Terminal Corporation
    - Golden Avenue Corporation

  - San Miguel Super Coffeemix Company, Inc. (joint venture com Super Coffee Corporation)
  - San Miguel Foods International, Ltd.
    - San Miguel Pure Foods Investment (BVI), Ltd.
      - San Miguel Foods Vietnam Company, Ltd. (anteriormente San Miguel Hormel Vietnam Company, Ltd. e San Miguel Pure Foods Vietnam Company, Ltd.)
      - PT San Miguel Foods Indonesia Tbk.

  - San Miguel Brewery, Inc. (joint venture com Kirin Holdings Co., Ltd.)
    - San Miguel Brewing International Ltd.

  - Ginebra San Miguel, Inc.
- San Miguel Equity Investments, Inc.
- San Miguel Global Power Holdings Corporation
- San Miguel Holdings Corporation
- San Miguel Properties, Inc.
- San Miguel Yamamura Packaging Corporation (joint venture com Nihon Yamamura Glass Company, Ltd.)
- Bank of Commerce

## Times esportivos
- Magnolia Hotshots (PBA)
- San Miguel Beermen (PBA)[9]
- Barangay Ginebra San Miguel (PBA)[10]